# Provinces du Rwanda
Les provinces du Rwanda (en kinyarwanda : intara, singulier et pluriel identiques) sont des entités administratives subdivisées en districts (akarere, pl. uturere) et municipalités (umujyi, pl. imijyi). 
Jusqu'au 1er janvier 2006, le pays était divisé en douze provinces (12 préfectures avant 2002). Le gouvernement procéda à un nouveau découpage, espérant par là contribuer à résoudre certaines causes du génocide de 1994[réf. nécessaire]. La décentralisation du pouvoir et une plus grande diversité ethnique à l'intérieur des provinces devraient réduire les risques qu'un tel événement se produise à nouveau. Enfin, le nom des nouvelles provinces ne devrait plus être associé au génocide dans les esprits.

## Provinces depuis le1erjanvier 2006
- Province du Nord
- Province de l'Est
- Province du Sud
- Province de l'Ouest
- Ville de Kigali

## Provinces avant le1erjanvier 2006

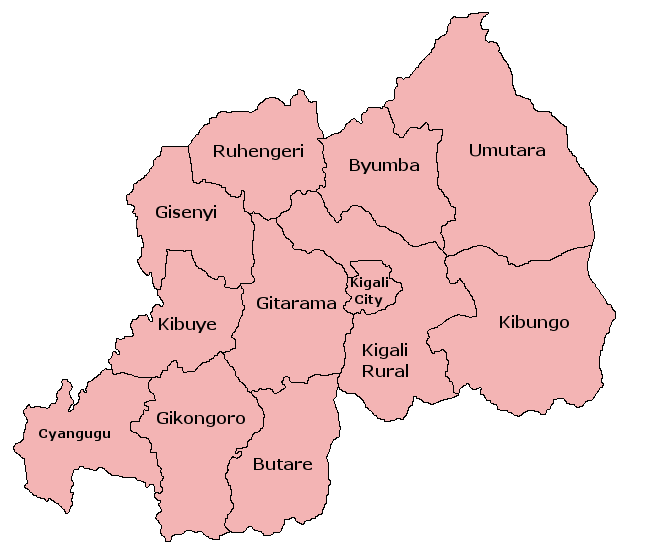
Carte des anciennes provinces

- Butare
- Byumba
- Cyangugu
- Gikongoro
- Gisenyi
- Gitarama
- Kibungo
- Kibuye
- Kigali Ville
- Kigali rural
- Ruhengeri
- Umutara